# Archidiecezja popayáńska

Mapa archidiecezji

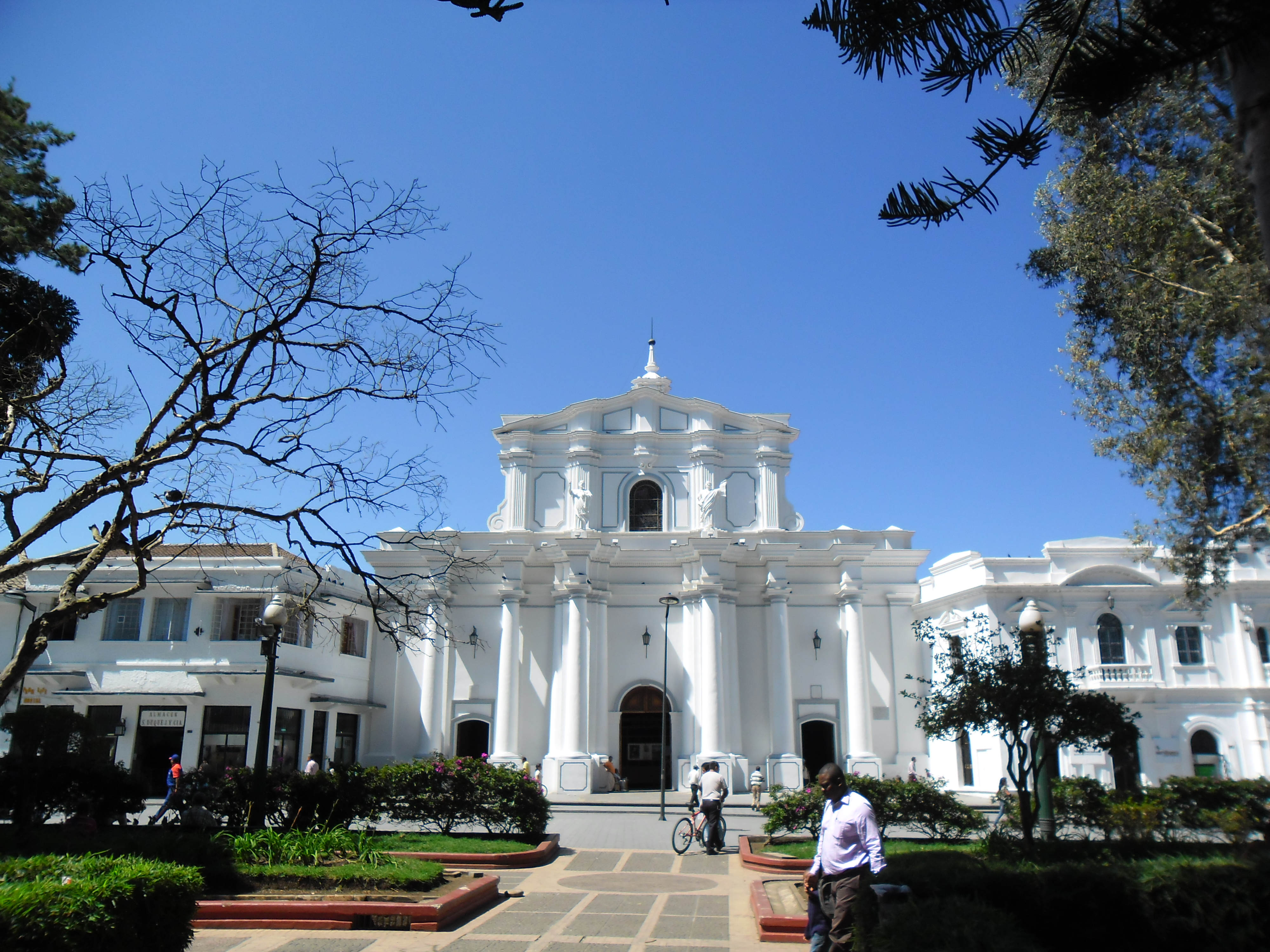
Katedra w Popayán

Archidiecezja popayáńska (łac. Archidioecesis Popayanensis, hiszp. Arquidiócesis de Popayán) – rzymskokatolicka archidiecezja ze stolicą w Popayán, w Kolumbii. Arcybiskupi papayáńscy są również metropolitami metropolii o tej samej nazwie.
W 2023 na terenie archidiecezji posługiwało 35 zakonników i 244 sióstr zakonnych.

## Sufraganie
Sufraganiami archidiecezji popayáńskiej są:
- diecezja Ipiales
- diecezja Mocoa-Sibundoy
- diecezja Pasto
- diecezja Tumaco

## Historia
22 sierpnia 1546 z mocy decyzji Pawła III, wyrażonej w bulli Super especula Militantis ecclesiae, erygowano diecezję popayáńską. Do tej pory tereny nowej diecezji należały do biskupstwa panamskiego (obecnie archidiecezja panamska). Była to trzecia diecezja powstała na terenach dzisiejszej Kolumbii.
W XIX w. w miarę wzrostu liczby ludności, a co za tym szło wiernych, na terenach należących dotychczas do diecezji popayáńskiej powstały:
- 31 sierpnia 1804 - diecezja Antioquía (obecnie archidiecezja Santa Fe de Antioquia)
- 10 kwietnia 1859 - diecezja Pasto
- 1894 - diecezja Tolima (część parafii powróciło do diecezji popayáńskiej 20 maja 1900, po likwidacji tolimskiego biskupstwa).

20 czerwca 1900 decyzją Leona XIII diecezja popayáńska została wyniesiona do godności archidiecezji metropolitalnej. Jest to, obok archidiecezji Cartagena de Indias, drugie najstarsze kolumbijskie arcybiskupstwo po archidiecezji bogotańskiej (która stała się arcybiskupstwem jeszcze w XVI w.).
Jednostki powstałe na terenie arcybiskupstwa popayáńskiego w XX w.:
- 7 czerwca 1910 - diecezja Cali (obecnie archidiecezja Cali)
- 13 maja 1921 - prefektura apostolska Tierradentro (obecnie wikariat apostolski Tierradentro)
- 17 grudnia 1952 - diecezja Palmira.

## Ordynariusze

### Biskupi popayáńscy
- Juan del Valle (1547–1563)
- Agustín Gormaz Velasco (1564–1590)
- Domingo de Ulloa (1591–1598)
- Juan de La Roca (1599–1605)
- Juan González de Mendoza (1608–1618)
- Ambrosio Vallejo Mejia (1619–1631)
- Feliciano de la Vega Padilla (1631–1633)
- Diego Montoya Mendoza (1633–1637)
- Francisco de la Serna (1637–1645)
- Vasco Jacinto de Contreras y Valverde (1658–1666)
- Melchor de Liñán y Cisneros (1668–1672)
- Cristóbal Bernardo de Quirós (1672–1684)
- Pedro Díaz de Cienfuegos (1686–1696)
- Mateo Panduro y Villafaña (1696–1714)
- Juan Gómez de Neva y Frías (1714–1725)
- Juan Francisco Gómez Calleja (1725–1728)
- Manuel Antonio Gómez de Silva (1728–1731)
- Diego Fermín de Vergara (1732–1740)
- Francisco José de Figueredo y Victoria (1741–1752)
- Diego del Corro (1752–1758)
- Jerónimo de Obregón y Mena (1758–1785)
- Angel Velarde y Bustamante (1788–1809)
- Salvador Jiménez y Padilla (1816–1841)
- Fernando Cuero y Caicedo (1842–1851)
- Pedro Antonio Torres (1853–1866)
- Carlos Bermúdez (1868–1887)
- Juan Buenaventura Ortiz (1888–1894)
- Manuel José Caicedo Martínez (1895–1900)

### Arcybiskupi popayáńscy
- Manuel José Caicedo Martínez (1900–1905)
- Manuel Antonio Arboleda y Scarpetta (1907–1923)
- Maximiliano Crespo Rivera (1923–1940)
- Juan Manuel González Arbeláez (1942–1944)
- Diego María Gómez Tamayo (1944–1964)
- Miguel Ángel Arce Vivas (1965–1976)
- Samuel Silverio Buitrago Trujillo (1976–1990)
- Alberto Giraldo Jaramillo (1990–1997)
- Iván Antonio Marín López (1997–2018)
- Luis José Rueda Aparicio (2018–2020)
- Omar Alberto Sánchez Cubillos (od 2020)

## Podział administracyjny
Parafie archidiecezji popayáńskiej zorganizowane są w trzech wikariatach:
- Wikariat Północny
- Wikariat Centralny
- Wikariat Południowy